# Susanville (Oregon)
Susanville az Amerikai Egyesült Államok északnyugati részén, Oregon állam Grant megyéjében elhelyezkedő egykori bányászkolónia, ma kísértetváros.

## Története
A település egykor Galena mai területén feküdt. Az 1888-ban alapított postát 1901-ben a bányákhoz közelebb költöztették; „Új Susanville” bányászai állítólag a galenai hivatalt a postafiókokkal és felszerelésekkel együtt ellopták. Az új posta 1952-ig üzemelt.
1913-ban a térségben egy 2,2 kilogrammos aranytömböt találtak.
Kanyonbeli fekvése miatt Susanville-nek csak egy utcája volt. Egykor présüzem is működött itt. Vasárnap esténként akár ezer bányász is összegyűlt itt.

## Fordítás
- Ez a szócikk részben vagy egészben  a   Susanville, Oregon című angol Wikipédia-szócikk ezen változatának fordításán alapul.  Az eredeti cikk szerkesztőit annak laptörténete sorolja fel. Ez a jelzés csupán a megfogalmazás eredetét és a szerzői jogokat jelzi, nem szolgál a cikkben szereplő információk forrásmegjelöléseként.